# Список переименованных населённых пунктов Брянской области
В данном списке приведены населённые пункты, расположенные согласно современному административно-территориальному делению в Брянской области России, название которых изменялось.

## А
- Алешинка → Александровское (сельский населённый пункт)[1]

## Б
- Погореловка → Бережки (сельский населённый пункт)[1]
- Зарюхова Буда → Березина (сельский населённый пункт)[1]
- Кобели → Берёзка (сельский населённый пункт)[1]
- Чёрная Грязь → Берёзка (сельский населённый пункт)[1]
- Забегаевка → Берёзовая Роща (сельский населённый пункт)[1]
- Лбы → Берёзовая Роща (сельский населённый пункт)[2]
- Бараниха → Берёзовка (сельский населённый пункт)[1]
- Болдовка → Берёзовка (сельский населённый пункт)[1]
- Чернь → Берёзовка (сельский населённый пункт)[1][3]
- Дебрянск → Брянск[4]
- Тухомелье → Буревестник (сельский населённый пункт)[1]

## В
- Авчухи → Верхнее (сельский населённый пункт)[1]
- Плевки → Вишнёвое (сельский населённый пункт)[1]
- Клюковники → Восход (сельский населённый пункт)[1]

## Г
- Бобрик → Горки (сельский населённый пункт)[1]

## Д
- Лихой Пай → Дальний (сельский населённый пункт)[2]
- Лбы → Дружная (сельский населённый пункт)[1]
- Брезгуновка → Дружный (сельский населённый пункт)[1]
- Безобразовка → Дубовка (сельский населённый пункт)[1]
- Зеваки → Дубрава (сельский населённый пункт)[1]
- Бряшковка → Дубровка (сельский населённый пункт)[1]

## З
- Голынь → Заречная (сельский населённый пункт)[1]
- Холопье → Заречная (сельский населённый пункт)[1]
- Голяшовка → Заречное (сельский населённый пункт)[2]
- Свинуха → Заречье (сельский населённый пункт)[1]
- Кривуша → Зелёная Роща (сельский населённый пункт)[1]
- Пральня → Зелёная Роща (сельский населённый пункт)[1]
- Пьявичи → Зелёная Роща (сельский населённый пункт)[1]
- Водянка → Зелёный Листок (сельский населённый пункт)[1]
- Стегайловка → Знаменка (сельский населённый пункт)[1]

## И
- Чертовичи → Ивановка (сельский населённый пункт)[2]

## К
- Святец → Клубничный (сельский населённый пункт)[1]
- Карнауховка → Красная Ель (сельский населённый пункт)[2]
- Куклы → Красноармейская (сельский населённый пункт)[1]
- Монастырь → Краснопартизанский (сельский населённый пункт)[1]
- Глушня → Краснополье (сельский населённый пункт)[1]
- Балахониха → Курнявцева (сельский населённый пункт)[1]

## Л
- Батагово → Лесное (сельский населённый пункт)[1]
- Пьяньково → Липовка (сельский населённый пункт)[1]
- Напряхино → Луговая (сельский населённый пункт)[1]
- Замотаевка → Лужки (сельский населённый пункт)[1]
- Лупеки → Лужки (сельский населённый пункт)[1]

## М
- Захваты → Майский (сельский населённый пункт)[2]
- Глумово → Малиновка (сельский населённый пункт)[2]
- Пьяново → Меловое (сельский населённый пункт)[2]
- Жваки → Мирный (сельский населённый пункт)[2]
- Горбачевский → Красный Кооператор → Мичирунский (сельский населённый пункт)

## Н
- Хоповка → Набережная (сельский населённый пункт)[1]
- Нижние Авчухи → Новое (сельский населённый пункт)[1]
- Жадино → Новый Луч (сельский населённый пункт)[1]

## О
- Хапиловка → Озерки (сельский населённый пункт)[1]
- Болдовка → Озёрное (сельский населённый пункт)[2]
- Великое Болото → Озёрный (сельский населённый пункт)[2]
- Коростовка → Октябрьское (сельский населённый пункт)[2]
- Заберезовский → Октябрьский (сельский населённый пункт)
- Чертовичи → Ольховка (сельский населённый пункт)[1]
- Пеленки → Ольховый (сельский населённый пункт)[1]
- Голяжье → Отрадное (сельский населённый пункт)[1]

## П
- Святое → Партизанское (сельский населённый пункт)[1]
- Быки → Первомайское (сельский населённый пункт)[1]
- Засвинье → Подгорный (сельский населённый пункт)[1]
- Слепухин → Подлесный (сельский населённый пункт)[1]
- Синезерка → Приволье (сельский населённый пункт)[1]
- Погореловка → Прогресс (сельский населённый пункт)[1]
- Добрунские Выселки → Пятилетка (сельский населённый пункт)

## Р
- Зады → Рассвет (сельский населённый пункт)[1]
- Божедаево → Рябиновка (сельский населённый пункт)[1]

## С
- Кривошеи → Садовая (сельский населённый пункт)[1]
- Александровское → Садовый (сельский населённый пункт)[1]
- Малый Пьявицкий → Садовый (сельский населённый пункт)[1]
- Топилово → Светлый (сельский населённый пункт)[2]
- Болваны → Смородинец (сельский населённый пункт)[1]
- Ленивка → Снежеть (сельский населённый пункт)[1]
- Рыловичи → Сновское (сельский населённый пункт)[1]
- Гнилуша → Сосновка (сельский населённый пункт)[1]
- Неуч → Сосновка (сельский населённый пункт)[2]
- Ворки → Сосновское (сельский населённый пункт)[1]
- Земнючий → Спутник (сельский населённый пункт)[1]
- Задний Мост → Степной (сельский населённый пункт)[1]

## Ф
- Цементный → Фокино (1964, город) [5]

## Ц
- Брезготки → Цветники (сельский населённый пункт)[1]

## Ч
- Кобыленка → Черновица (сельский населённый пункт)[1]
- Биндирка → Чистополянский (сельский населённый пункт)[1]
- Харпач-2 → Черёмушки  (сельский населённый пункт)[6]

## Источник
- Г. П. Смолицкая. Топонимический словарь Центральной России. — Москва: Армада-пресс, 2002. — 416 с.
- Е. М. Поспелов. Имена городов: вчера и сегодня (1917—1992): Топонимический словарь. — Москва: Русские словари, 1993. — 249 с.